# 이엠텍
주식회사 이엠텍(영어: EM-Tech)은 대한민국의 그래픽카드와 전자담배 제조 기업이다.

### 참조주
1. ↑  “대표이사변경”. 《전자공시시스템》. 2025년 3월 26일.
2. ↑  “사업보고서 (2024.12)”.
3. ↑  이엠텍, 다나와 2023년 하반기 히트브랜드 그래픽카드 NVIDIA, AMD 부문 동시 수상, 포스트미디어 그룹, 2023년 12월 22일
4. ↑  KT&G-이엠텍, 특허권 공방 1년 7개월째 대립각, ET뉴스, 2023년 10월 22일

### 내용주
1. ↑  정승규 단독 대표이사 체재로 책임경영